# Haelen
Haelen (anhörenⓘ) ist ein Kirchdorf in der niederländischen Provinz Limburg. Es liegt in der Nähe von Roermond links der Maas an der Nationalstraße N 273. Haelen hat 4.380 Einwohner (Stand 1. Januar 2024).

## Ehemalige Gemeinde Haelen
Am 1. Januar 2007 ist die vormals selbstständige Gemeinde Haelen mit drei anderen zur Gemeinde Leudal fusioniert. Zur früheren Gemeinde gehörten neben dem Ort Haelen, in dem sich der Verwaltungssitz befand, noch die Dörfer Buggenum (940 Einwohner), Horn (3972 Einwohner) und Nunhem (688 Einwohner).

## Politik

### Sitzverteilung im Gemeinderat
Bis zur Auflösung der Gemeinde ergab sich seit 1982 folgende Sitzverteilung:
| Partei             | Sitze | Sitze | Sitze | Sitze | Sitze | Sitze |
| Partei             | 1982  | 1986  | 1990  | 1994  | 1998  | 2002  |
| ------------------ | ----- | ----- | ----- | ----- | ----- | ----- |
| Samen Verder a     | 2     | 2     | 3     | 4     | 5     | 7     |
| CDA                | 4     | 4     | 3     | 3     | 3     | 3     |
| Gemeentebelangen   | 2     | 3     | 3     | 4     | 3     | 2     |
| Lijst Buggenum     | 2     | 1     | 1     | 1     | 1     | 2     |
| VVD                | —     | —     | —     | —     | 1     | 1     |
| Samen voor Allen   | —     | —     | —     | —     | —     | 0     |
| D66                | 0     | —     | —     | —     | —     | 0     |
| Lijst Nunhem       | 1     | 1     | 1     | 1     | —     | —     |
| Dorpsbelangen Horn | —     | —     | 2     | —     | —     | —     |
| PvdA               | —     | —     | 0     | —     | —     | —     |
| Gesamt             | 11    | 11    | 13    | 13    | 13    | 15    |

## Söhne und Töchter
In Haelen wurden geboren:
- Truus Coumans (1931–2019), Bildhauerin
- Bart Brentjens (* 1968), Radsportler
- Frans Maassen (* 1965), Radsportler
- Roy Curvers (* 1979), Radsportler